# The Rose Tattoo (peça)
The Rose Tattoo é uma peça de teatro estadunidense de 1951 escrita pelo dramaturgo Tennessee Williams. A obra, que estreou na Broadway em fevereiro de 1951, segue uma viúva ítalo-americana que se isola no Mississippi e foi adaptada para o cinema no filme homônimo em 1955.
Venceu o Tony Award de melhor peça de teatro.